# Народный фронт Канарских островов
Народный фронт Канарских островов (исп. Frente Popular de las Islas Canarias) или FREPIC-AWAÑAK — маргинальная левая политическая партия, добивающаяся независимости Канарских островов от Испании.
FREPIC-AWAÑAK была образована путём слияния политических организаций канарских меньшинств, таких как Организация канарских коммунистов (OCC) и Африканская революционная партия Канарских островов, которая возникла в Канарской рабочей партии (PTC), бывшем политическом крыле MPAIAC (Движение за автономию и независимость Канарского архипелага). MPAIAC, ныне несуществующая организация Антонио Кубильо, не смогла привлечь общественную поддержку среди канарцев из-за своей насильственной деятельности.

## Политические цели
Народный фронт Канарских островов (FREPIC-AWAÑAK) определяет себя как «народную организацию», продолжающую поддержку, которую Антонио Кубильо оказывал берберизму. Цели фронта заключаются в том, чтобы:
- Бороться с «ошибками» автономистской партии «Канарского народного союза[англ.]», «открыто отвергая любые предложения автономистов, даже те, которые, по их утверждению, являются предварительным шагом к самоопределению и независимости».
- Начать движение за создание República Popular Canaria, независимой «Народной Республики Канарских островов», привлекая в свои ряды «канарцев, которые выступают против колониального правления и выступают за полную политическую независимость от Испании».

## История
Народный фронт Канарских островов (FREPIC-AWAÑAK) так и не смогла добиться эффективного политического представительства и осталась группой меньшинства. Её лучшие результаты на выборах были в 1996 году на выборах в Сенат Испании, где она не набрала достаточного количества голосов. С этого момента FREPIC-AWAÑAK больше не принимал участия ни в каких выборах. Теперь его принципы независимости изменились, прежде всего началось сотрудничество с Марокко, как способ продемонстрировать, что golpe de fuerza (силовой переворот) это лучший способ посеять страх перед Центральной администрацией и получить больше автономии.
Его текущая политика (с 2000 года по сегодняшний день) включает резкую критику Фронта Полисарио и позиции правительства Испании по вопросу Западной Сахары, а также восхваление Королевства Марокко, наводят многих на мысль, что FREPIC сближается с марокканским правительством, и что Марокко, вероятно, будет финансировать партию.
В настоящее время FREPIC-AWAÑAK функционирует только на острове Гран-Канария. Его генеральный секретарь — Томас Кинтана.